# 拉貝岩
63°17′S 57°56′W / 63.283°S 57.933°W
拉貝岩（Labbé Rock），是南極洲的岩石，位於特里尼蒂半島附近，屬於迪羅克群島的一部分，處於拉戈島西北面1.3公里，由智利探險隊命名，現時由南極條約體系管理。